# أماكور (تزمورت)
أماكور هو دُوَّار يقع بجماعة تزمورت، إقليم تارودانت، جهة سوس ماسة في المملكة المغربية. ينتمي الدوّار لمشيخة تزمورت التي تضم 10 دواوير. يقدر عدد سكانه بـ 374 نسمة حسب الإحصاء الرسمي للسكان والسكنى لسنة 2004.

## روابط خارجية
- البوابة الوطنية للجماعات الترابية
- المندوبية السامية للتخطيط